# Drepana (lepidòpter)
Drepana és un gènere de papallones nocturnes de la subfamília Drepaninae.

## Taxonomia
- Subgènere Drepana Schrank, 1802
  - Drepana curvatula (Borkhausen, 1790)
  - Drepana dispilata Warren, 1922
  - Drepana falcataria (Linnaeus, 1758)
  - Drepana pallida Moore, 1879
  - Drepana rufofasciata Hampson, [1893]
- Subgènere Watsonalla Minet, 1985
  - Drepana binaria (Hufnagel, 1767)
  - Drepana cultraria (Fabricius, 1775)
  - Drepana uncinula (Borkhausen, 1790)
- Subgènere desconegut
  - Drepana arcuata Walker, 1855

## Espècies antigues
- Drepana argenteola Moore
- Drepana micacea Walker